# 함바흐 축제

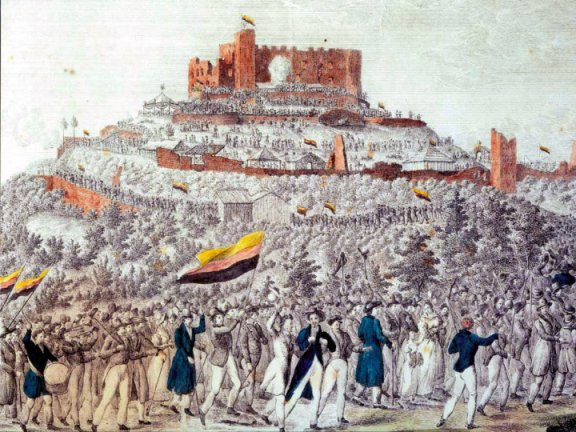
함바흐 성으로 가는 행렬. 여기서 사용된 깃발은 순서만 거꾸로 바뀌어 독일의 국기의 시초가 된다. 부분 채색 펜화. 1832년작.

함바흐 축제(독일어: Hambacher Fest)는 1832년 5월 27일부터 6월 1일까지 바이에른 왕국 라인란트팔츠의 함바흐 성에서 열린 축제로서, 비정치적 행사로 위장하였으나 본질은 민족주의와 자유주의 운동이었다. 축제 참가자들은 독일 연방의 반동적 조치들에 저항하여 민족 통일, 자유, 국민주권 등을 요구하였다. 이 사건은 반동적 빈 체제에 대한 부르주아 저항 운동의 정점이었으며 포어메르츠(독일어: Vormärz)의 시발점이 된다.
함바흐 축제를 비롯하여 같은 시기의 가이바흐 축제(Gaibacher Fest, 1832년 5월 27일), 잔트호프 축제(Sandhof-Fest, 1832년 5월 27일), 네벨횔렌 축제(Nebelhöhlenfest, 1832년 6월), 빌헬름스바트 축제(Wilhelmsbader Fest, 1832년 6월), 프랑크푸르트 경비대 습격(Frankfurter Wachensturm, 1833년)은 이전의 바르트부르크 축제(Wartburgfest, 1817년), 프랑스 7월 혁명(1830년), 폴란드 11월 봉기(1830/31년), 벨기에 혁명(1830/31년)의 연장선 상에서 볼 수 있으며 독일 3월 혁명으로 이어진다.